# Hydriomena bryanti
Hydriomena bryanti là một loài bướm đêm trong họ Geometridae.